# Jan Hammarlund
Jan Eric Gustaf Hammarlund, född 17 juli 1951 i Täby, är en svensk viskompositör och musiker.

## Biografi
Hammarlund var en del av den progressiva musikrörelsen och han brukar nämna Margareta Söderberg som en av sina tidiga förebilder. Han blev kontroversiell efter att på sin första lp, Befriade från skolan (1971), nytolkat Hugo Alfvéns ”Flamma stolt” som en satirisk protest mot Vietnamkriget. Hans andra lp, När bandet slutar spela, kom i september 1973 och betraktas av många som hans stora klassiker. Senare var han engagerad i kampen mot Pinochets militärdiktatur i Chile, och introducerade den chilenska vissångaren Violeta Parra i Sverige. 
Hammarlund blev uppmärksammad som den tidigaste scenartist i Sverige som kom ut som öppet homosexuell. Under senare delen av 1970-talet var han något av en frontfigur i gayrörelsen. Detta engagemang visade han bland annat i visor som ”Jag hatar patriarkatet” (1976), ”Sexualpolitiskt snack” (1978), i vilken han kritiserar homofoba uttalanden av KPML(r):s ordförande Frank Baude, samt ”Ville”, som först framfördes i Stockholm Gay Radio sommaren 1979. Han blev kontroversiell även inom proggrörelsen, då hans öppna homosexualitet inte accepterades av delar av denna rörelse. 
Hammarlund nämner Joan Baez som sin stora musikaliska förebild och Malvina Reynolds som mentor och han samarbetar ofta med kvinnliga artister, till exempel med Lena Ekman och Turid på musikalbumet Igår, idag, imorgon (1976) och på Kvinnokulturfestivalen i Stockholm 1977. Under 1970-talet medverkade han även på musikalbumet Tillsammans (1973) och var dessutom initiativtagare till gruppen Bella Ciao. 

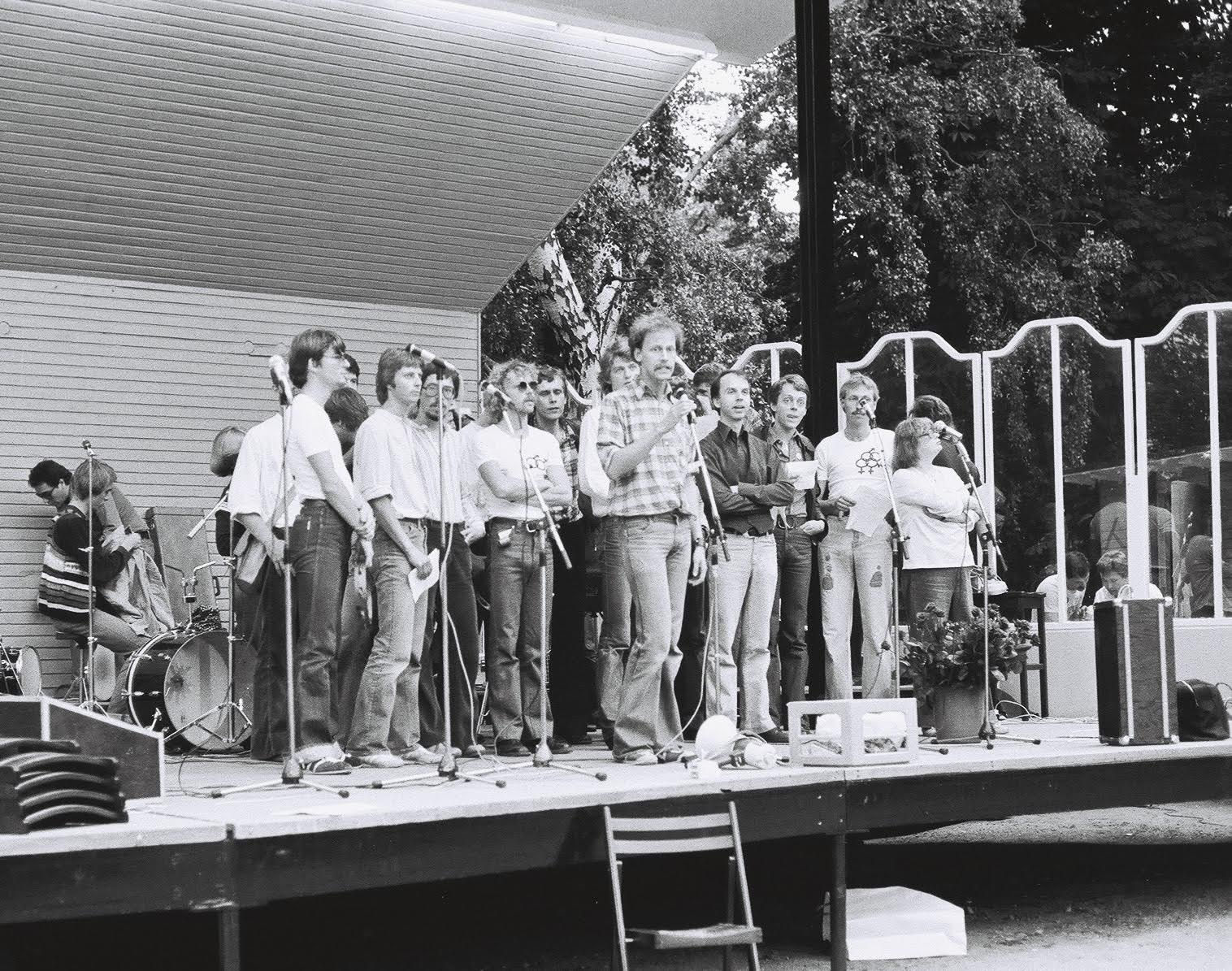
Jan Hammarlund och manskören under Frigörelsedagen i Vasaparken, Stockholm, 1977

Till hans större skivframgångar hör Kärlek och sång (1981), där bland annat ”Ville” var med. Albumet Järnvägsräls från 1982 innehåller Hammarlunds kanske mest kända sång, ”Jag vill leva i Europa”. Sången fick senare en renässans i Arja Saijonmaas tolkning. Saijonmaa gjorde ett försök att avpolitisera texten, som kritiserade Nato-upprustningen i Europa. I Saijonmaas version finns de verser som nämner städer och platser i Östeuropa inte med, vilket gör att begreppet ”Europa” får en annan betydelse. Därtill ändrades ordet ”Nato-raketer” till ”silverraketer” i Saijonmaas text, detta helt emot Hammarlunds vilja och tillåtelse. På Saijonmaas album Högt över havet (1987) finns dock benämningen ”Nato-raketer” med. Jan Hammarlund har turnerat mycket i Danmark samt i Latinamerika, England och USA. 

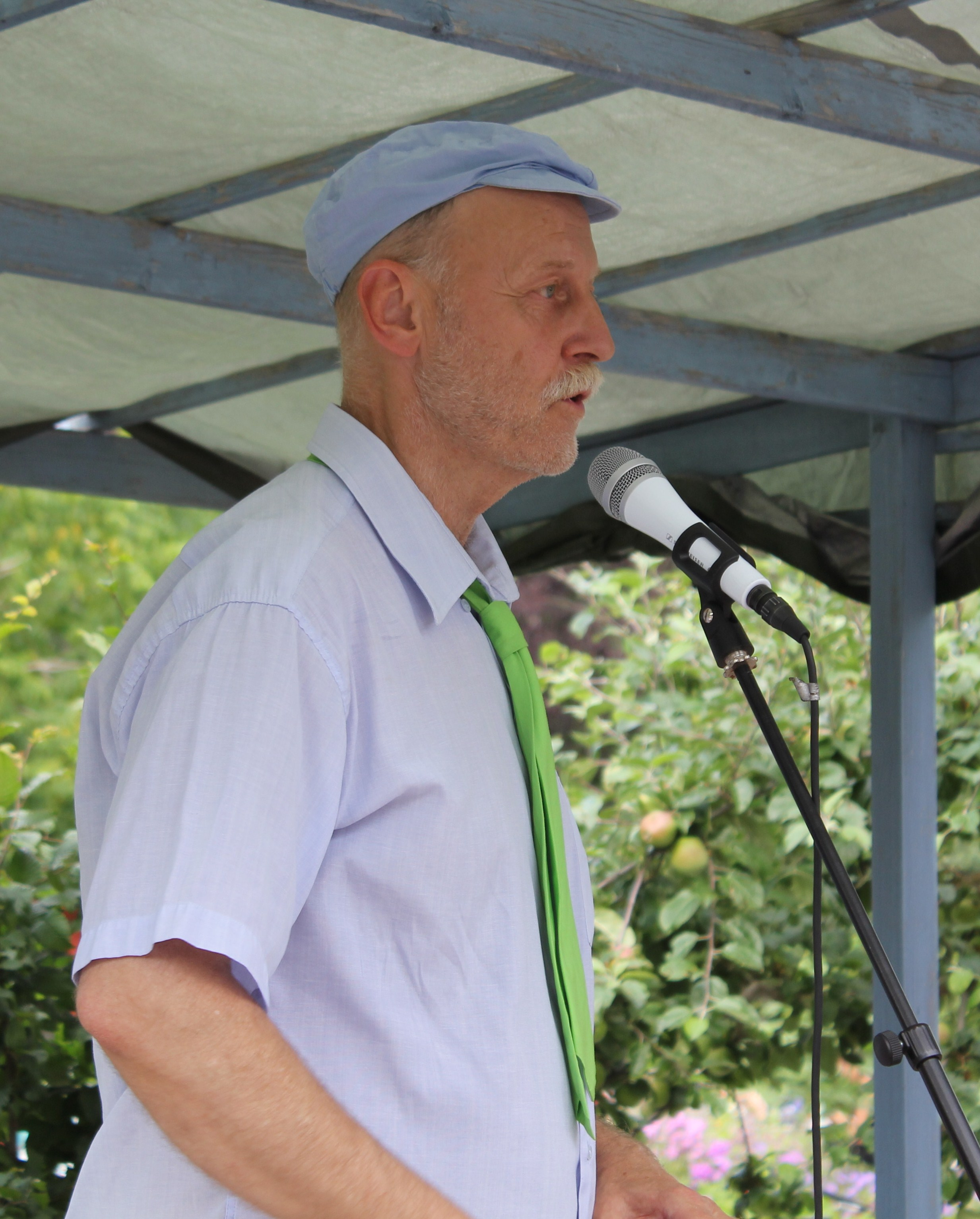
Jan Hammarlund i Vinterviken 2012.

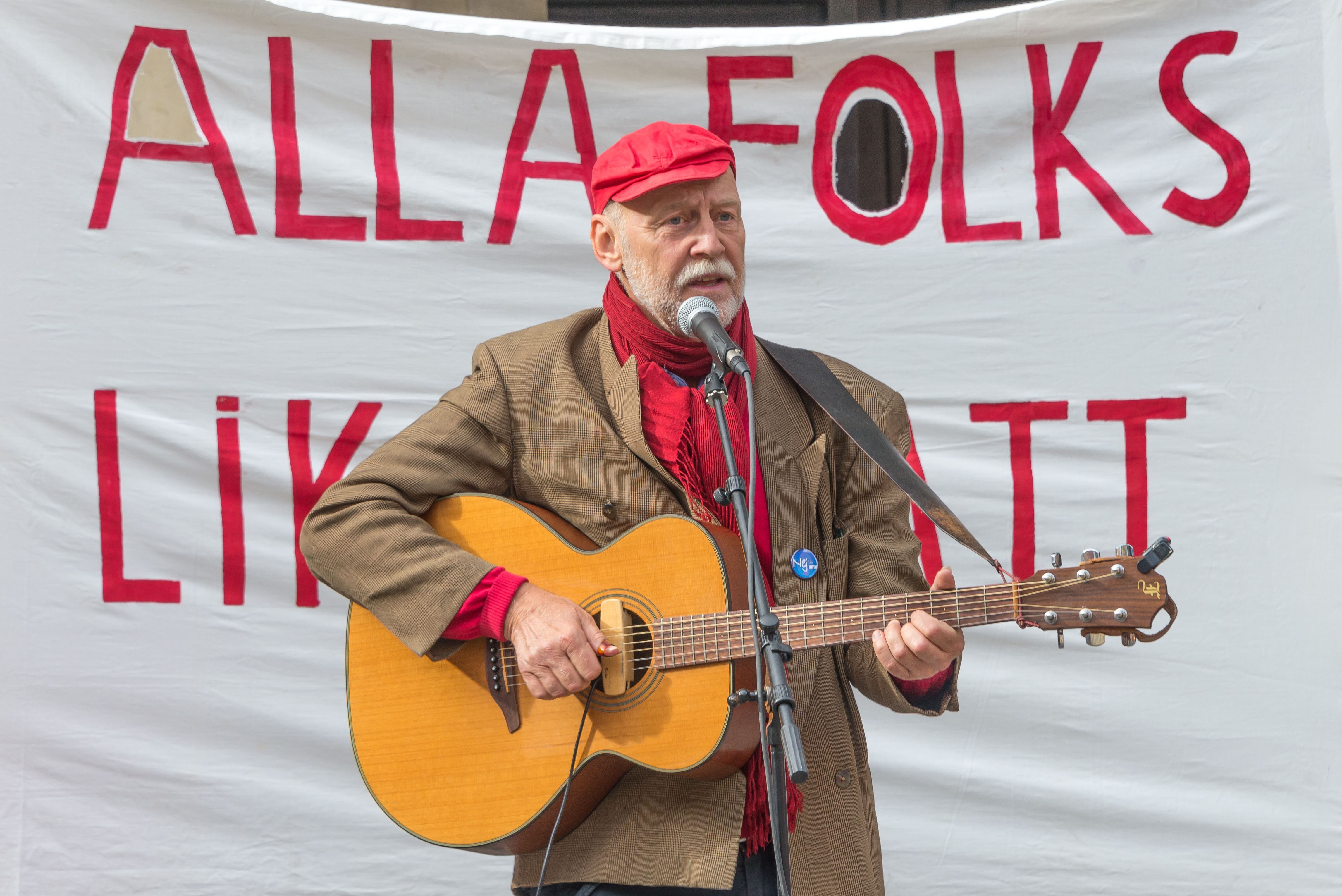
Jan Hammarlund på Stortorget i Stockholm på USA:s nationaldag 2017 under parollen Nej till Nato.

Under 1980- och 1990-talen ägnade sig Hammarlund framförallt åt teater och även tolkningar av andra artister och författare, främst Bertolt Brecht. År 1995 skrev han en sång om det brutala knivmordet på den homosexuelle ishockeyspelaren Peter Karlsson.
Hammarlund har även sjungit musik ur den klassiska repertoaren, inte minst Schubert, och var elev hos operasångerskorna Inga Sundström och Hjördis Schymberg.
År 2000 kom cd:n Alby-Bilbao med tonsättningar av texter av Bertolt Brecht, Karin Boye och Göran Palm samt nya egna låtar. År 2002 kom Grässtrån och gatsten med bland annat sånger som kommenterade demonstrationerna under EU-mötet i Göteborg sommaren 2001, och de påföljande fängelsedomarna mot demonstrationsdeltagare, samt sången Dem som vi behöver. År 2005 gav han ut sångboken Alla mina sånger och 2007 kom cd:n Röda linjen, den första på 18 år med enbart nya egna sånger om ämnen som Ådalshändelserna, mordet på Fadime Şahindal, ockupationen av Palestina och hans favoritsysselsättning, att simma i Vinterviken. På cd:n Löst folk samlade han alla sina favoriter i folkmusikskatten, och på cd:n Uncovered Malvina Reynolds sjöng han, för första gången på engelska, en mängd av Reynolds sånger som aldrig tidigare sjungits in av någon.

## Skördemåne Records
Hammarlund driver sitt eget skivbolag, Skördemåne Records. På bolaget ger han endast ut sina egna skivor, där den första var 1992 års samlingsalbum Jan Hammarlund 1972–92.

## Diskografi
- 1971 – Befriade från skolan[4]
- 1973 – När bandet slutar spela
- 1974 – Tusentals stjärnor över Chile
- 1976 – Landet jag är van vid
- 1976 – Igår, idag, imorgon (tillsammans med Lena Ekman och Turid Lundqvist)
- 1978 – Innan tåget är på väg
- 1979 – Ett rop som stiger
- 1981 – Några här, några där (tillsammans med Kjerstin Norén)
- 1981 – Kärlek och sång
- 1982 – Järnvägsräls
- 1985 – Tvärs över går’n
- 1986 – Mjuka tassar
- 1988 – Dans på våra gator
- 1990 – Min musik
- 1992 – Jan Hammarlund 1972–92 (samlingsalbum)
- 1994 – Syd
- 1995 – Tvärs över går’n (nyinspelningar)
- 1996 – Om trädgårdsbevattning: Jan Hammarlund sjunger Brecht
- 2000 – Alby-BilbaoAlby-Bilbao
- 2002 – Norte al Sur (spanskspråkig)
- 2002 – Grässtrån och gatsten
- 2007 – Röda linjen
- 2013 – Löst folk
- 2014 – Uncovered Malvina Reynolds
- 2016 – Vid kajen